# Jaume de Cardona i de Segurioles
Jaume de Cardona i de Segurioles (? - 1604), senyor de Vilaür, Bellcaire d'Empordà i la Tallada. Era el fill de Jaume de Cardona i de Rocabertí i Magina de Segurioles. Casat el 1582 amb Maria de Raset amb qui tingué Bernat de Cardona i de Raset, 96è president de la Generalitat de Catalunya 1641-1644; Miquel de Cardona i de Raset, casat amb Elisabet de Sentmenat (tingueren a Maurici de Cardona i de Sentmenat); Hug de Cardona i de Raset; i Mariana de Cardona i de Raset, casada amb Francesc de Vallgornera i Sentjust, senyora d'Albons pel casament amb el marit, mare de Jerònim Vallgornera i Cardona que fou Fou president del braç militar de la Diputació del General de Catalunya l'any 1586. Inclús, arribà a estar empresonat per no acceptar l'impost de l'excusat.